# Letitgo
Pour les articles homonymes, voir Let It Go.
Singles de Prince
Love Sign
(1994) Space
(1994)
Letitgo est une chanson de Prince extrait de l'album Come paru en 1994. Le titre fut écrit, produit et interprété par Prince. Plusieurs musiciens accompagnèrent Prince pour l'enregistrement de Letitgo: Eric Leeds à la flûte, Ricky Peterson s'occupa des claviers additionnels et Kathleen Bradford pour les chœurs.
La Face-B du single est la huitième chanson de l'album Come, Solo. La musique est écrite et composée par Prince David Henry Hwang (en) et ne comporte que la voix de Prince accompagnée par de la harpe. Le maxi single de Letitgo comporte aussi les titres Alexa de Paris, à l'origine publié sur la face-b du single Mountains et Pope, une chanson inédite parue sur l'album The Hits/The B-Sides en 1993.
La chanson atteignit respectivement la 31e, 10e et 17e position au Billboard Hot 100, Hot R&B/Hip-Hop Songs et au Mainstream Top 40 (Pop Songs) entre septembre et octobre 1994. La chanson se classa également en France où elle se positionna 46e le 13 août 1994. Dans le reste de l'Europe, Letitgo accéda à la 45e position en Allemagne, 29e en Autriche, 14e aux Pays-Bas, 21e en Suisse, 30e au Royaume-Uni et obtint le meilleur classement en Norvège en se classant au 7e rang.

## Liste des titres

### Éditions CD
| 1. | Letitgo (Album Version)           | 5:33 |
| 2. | Solo (Album Version)              | 3:48 |
| 3. | Alexa De Paris (Extended Version) | 4:45 |
| 4. | Pope (Album Version)              | 3:28 |

| 1. | Letitgo (Caviar Radio Edit) (featuring - Young Soldier of Time) | Quincy Jones III   | 4:59 |
| 2. | Letitgo (Cavi' Street Edit) (featuring - Young Soldier of Time) | Quincy Jones III   | 5:02 |
| 3. | Letitgo (Instrumental)                                          | Quincy Jones III   | 5:02 |
| 4. | Letitgo (On The Cool-Out Tip Radio Edit)                        | Gerald Baillergeau | 4:34 |
| 5. | Letitgo (Sherm Stick Edit)                                      | John Martinez      | 5:42 |
| 6. | Letitgo ((-) Sherm Stick Edit)                                  | John Martinez      | 5:42 |
| 7. | Letitgo (Original Radio Edit)                                   | Chronic Freeze     | 4:15 |
| 8. | Letitgo (Original Album Version)                                | —                  | 5:33 |

### Édition Vinyle
| A1. | Letitgo (Caviar Radio Edit) (featuring - Young Soldier of Time) | Quincy Jones III   | 4:59 |
| A2. | Letitgo (Cavi' Street Edit) (featuring - Young Soldier of Time) | Quincy Jones III   | 5:02 |
| A3. | Letitgo (Instrumental)                                          | Quincy Jones III   | 5:02 |
| B1. | Letitgo (On The Cool-Out Tip Radio Edit)                        | Gerald Baillergeau | 4:34 |
| B2. | Letitgo ((-) Sherm Stick Edit)                                  | John Martinez      | 5:42 |
| B3. | Letitgo (Original Album Version)                                | —                  | 5:33 |

## Charts
| Pays             | Chart                         | Meilleure position | Nombre de semaines | Première entrée   | Réf    |
| ---------------- | ----------------------------- | ------------------ | ------------------ | ----------------- | ------ |
| Allemagne        | Media Control Charts          | 45                 | 1                  | 29 août 1994      | [ 5 ]  |
| Australie        | ARIA Charts                   | 22                 | 7                  | 21 août 1994      | [ 11 ] |
| Autriche         | Ö3 Austria Top 40             | 29                 | 2                  | 11 septembre 1994 | [ 6 ]  |
| États-Unis       | Billboard Hot 100             | 31                 | 14                 | 24 septembre 1994 | [ 3 ]  |
| États-Unis       | Hot R&B/Hip-Hop Songs         | 10                 | 15                 | 24 septembre 1994 | [ 3 ]  |
| États-Unis       | Mainstream Top 40 (Pop Songs) | 17                 | 8                  | 8 octobre 1994    | [ 3 ]  |
| France           | SNEP                          | 46                 | 1                  | 13 août 1994      | [ 4 ]  |
| Norvège          | VG-lista                      | 7                  | 3                  | 33e semaine 1994  | [ 10 ] |
| Nouvelle-Zélande | RIANZ                         | 24                 | 3                  | 4 septembre 1994  | [ 12 ] |
| Pays-Bas         | Dutch Top 40                  | 14                 | 6                  | 20 août 1994      | [ 7 ]  |
| Royaume-Uni      | UK Singles Chart              | 30                 | 4                  | 10 septembre 1994 | [ 9 ]  |
| Suisse           | Swiss Music Charts            | 21                 | 11                 | 28 août 1994      | [ 8 ]  |